# Płonka, Zachodniopomorskie
Płonka [ˈpwɔnka] là một khu định cư ở khu hành chính của Gmina Sianów, thuộc huyện Koszalin, Zachodniopomorskie, ở phía tây bắc Ba Lan. Nó nằm khoảng 6 kilômét (4 mi) phía đông bắc Sianów, 15 km (9 mi) phía đông bắc Koszalin và 151 km (94 mi) về phía đông bắc của thủ đô khu vực Szczecin.